# تک متغیره
در ریاضیات، تک متغیره (به انگلیسی: Univariate) به یک عبارت، معادله، تابع یا چند جمله ای که فقط یک متغیر دارد گفته می‌شود. اشیاء ریاضی ذکر شده اگر شامل بیش از یک متغیر باشند چند متغیره نامیده می‌شوند. در بعضی موارد، تمایز بین موارد تک متغیر و چند متغیره اساسی است. به عنوان مثال، قضیه اساسی جبر و الگوریتم اقلیدس برای چندجمله ای‌ها، ویژگیهای اساسی چندجمله‌ای‌های تک متغیره است که نمی‌توان به چندجمله‌ای چند متغیره تعمیم داد.
این اصطلاح معمولاً در آمارها برای متمایز کردن توزیع یک متغیر از توزیع چندین متغیر استفاده می‌شود، اگرچه می‌تواند در جاهای دیگری نیز استفاده شود. به عنوان مثال، داده‌های تک متغیره از یک جزء اسکالر تک تشکیل شده‌است. در تجزیه و تحلیل سری زمانی، این اصطلاح با یک سری کل زمان به عنوان موضوع مورد استفاده قرار می‌گیرد: بنابراین یک سری زمان یک متغیره به مجموعه ای از مقادیر در طول زمان از یک مقدار واحد اشاره دارد. به همین ترتیب، یک «سری زمانی چند متغیره» به تغییر مقادیر چند مقدار در طول زمان اشاره دارد؛ بنابراین یک تعارض جزئی اصطلاحی وجود دارد زیرا مقادیر درون یک سری زمانی یک متغیره ممکن است با استفاده از انواع خاصی از تجزیه و تحلیل آماری چند متغیره حل شوند یا ممکن است با استفاده از توزیع احتمال توأم این کار صورت گیرد.